# Denis Macé
Denis Macé [Massé] est un musicien et compositeur français, né vers 1600 et mort avant juin 1663, actif à Paris au milieu du XVIIe siècle. Il est connu comme maître de musique et a surtout composé de la musique spirituelle ou profane.

## Biographie
Il est fils de Ja[cques ?] Macé. Bourgeois de Paris, demeurant alors rue et paroisse Saint-Pierre-aux-Bœufs, il se marie le 26 novembre 1629 avec Geneviève de Hellan [Hélan, Helen, Hellen], fille de Jean Hélan exempt des gardes du roi. Le couple a au moins sept enfants : deux garçons et cinq filles, dont l’une au moins meurt jeune ; ils sont baptisés entre le 22 août 1630 et le 1er décembre 1648, toujours à Saint-Pierre-aux-Bœufs.
Le couple semble avoir joui d’une relative aisance, puisque l’on voit, le 19 janvier 1635, Denis Macé et Claude Darbonnet louer une maison sise rue des Vieux-Augustins à un maître charron-carrossier pour 524 [livre tournois|lt] par an ; en avril 1647 sa femme et sa belle-sœur Catherine Hélan font estimer des ouvrages de maçonnerie pour une maison dans la même rue (sans doute la même). Le 4 mars 1648, Catherine fait don à sa sœur Geneviève de tous les biens qui lui appartiendront lors de son décès et notamment de cette maison de la rue des Vieux-Augustins ; on apprend alors que le couplé Macé-Hélan habitait alors rue des Marmousets, située sur l’Île de la Cité, toujours dans la même paroisse.
Le 6 juin 1663, Geneviève Macé est déjà veuve lorsqu’elle dépose une déclaration relative à cette maison. En 1680 et 1681, trois actes révèlent que le couple avait alors deux enfants vivants : Pierre l’ainé, avocat au Parlement de Paris et marié sans le consentement de sa mère, et Geneviève, déjà veuve de François Sassin, aussi avocat au Parlement.
De toute sa carrière, Macé n’est cité que comme maître de musique (plus probablement de chant ou de luth que de composition). En 1643, il est assez célèbre pour être mentionné à la fin de la Lettre XXII de L’Entretien des musiciens d’Annibal Gantez : Si vous en voulez sçavoir davantage, consultez Messieurs Vincens, Metru & Massé qu’ils sont les trois plus fameux & affamez maîtres de Paris, & ne croyez pas que je me mocque, puisque le premier a esté maistre de Monsieur d’Angoulesme, le second, des Peres Jesuistes & le dernier de Monsieur le Chancelier. En effet, Macé semble avoir passé toute sa carrière sous la protection du chancelier Pierre Séguier. Les airs de 1634 sont dédiés au frère du chancelier Séguier, les cantiques de 1639 sont dédiés à sa fille Charlotte, et le traité de 1652 au mari d’une nièce de Séguier. Un témoignage nous livre qu’en 1639 un des cantiques fut chanté en l’hôtel de Séguier. Quant au textes des cantiques, il émanait d’Irénée d'Eu, membre du Tiers-Ordre de Saint-François et confesseur du chancelier. Parmi les élèves de Macé, le chancelier est le seul qui soit identifié (par Gantez) ; on peut supposer qu’il apprit aussi la musique à sa fille Charlotte. Il a voisiné là avec Charles Richard, un organiste attaché à la maison Séguier.

## Œuvre

### Musique sacrée
D’après Laborde, un certain  « Masse, célèbre maître de chapelle sous Louis XIII, a composé une assez bonne messe & beaucoup de motets ». Ce maître est rapproché de Denis Macé par Launay et Ledbetter mais nous ne souscrivons pas à cette hypothèse, Macé étant inconnu à la Chapelle du roi et n’ayant laissé aucune œuvre sacrée.

### Musique spirituelle

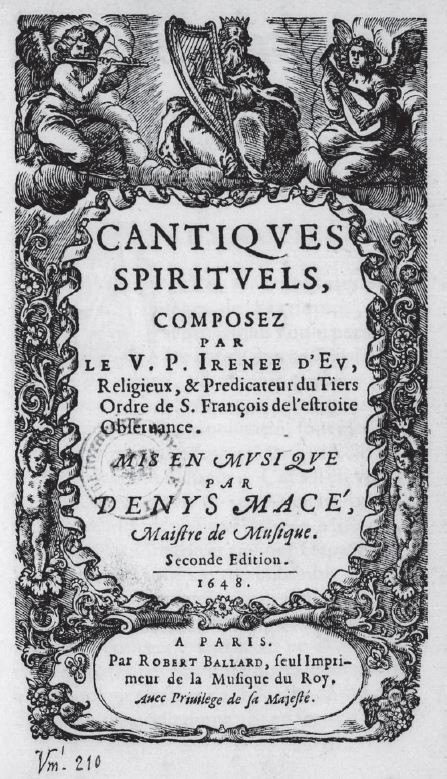
Le titre des Cantiques de Macé. Paris BnF (Gallica).

- Cantiques spirituels [à 2 v.] composés par le V.P. Irénée d'Eu, religieux , & prédicateur du Tiers ordre de S. François de l’estroite Observance. Mis en musicque  par Denis Macé, maistre de musique. - Paris, Pierre I Ballard, 1639. 1 vol. 8°, 29-[3] f. RISM M 17, Guillo 2003 n° 1639-D, numérisé sur Gallica.

Dédicace à Mlle Séguier (Charlotte Séguier, seconde fille du chancelier Pierre Séguier). Chacun des 25 cantiques est accompagné d’une occasion d’usage (De la Foy, De la retraite spirituelle...) ou d’une occasion liturgique (Sur la naissance du Sauveur ; Des larmes de S. Pierre, etc.). Ces cantiques constituent un supplément musical à l'œuvre du P. Irénée d'Eu intitulée Du vray chemin du ciel pour ceux qui vivent dans le monde, parue la même année chez Georges Josse.
Édition réimprimée en 1648 (RISM M 18, Guillo 2003 n° 1648-E, numérisée sur Gallica.
De toutes les œuvres de Macé, les cantiques sont celles qui ont le plus retenu l’attention : ils sont écrits sur des mélodies originales (donc sans reprendre des timbres préexistants) et portent une puissance dramatique qui anticipe le récitatif français du XVIIe siècle.

### Musique profane

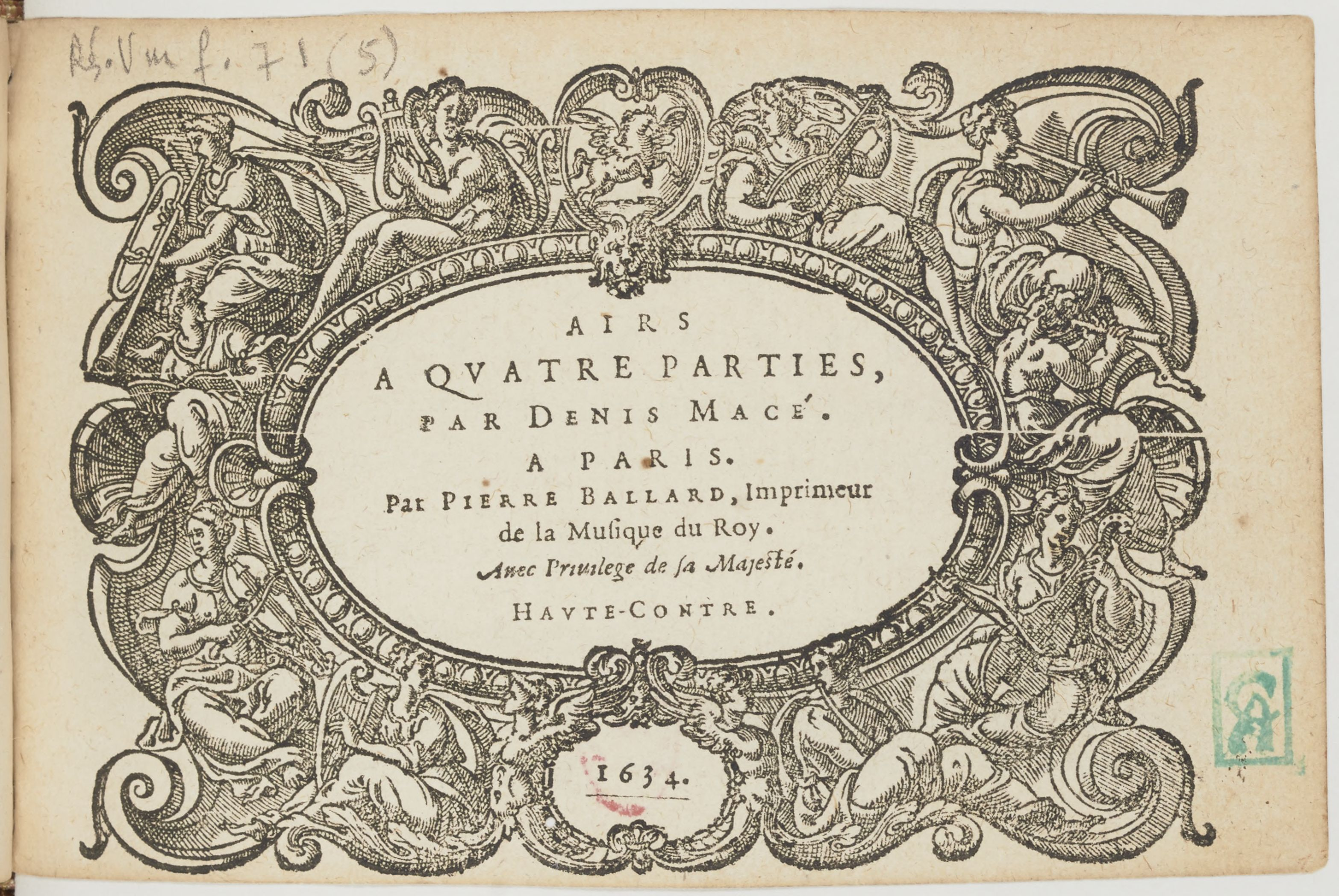
Titre des Airs de Denis Macé (Paris, Pierre I Ballard, 1634). Paris BnF (Gallica).

- Airs à quatre parties, par Denis Macé. – Paris, Pierre I Ballard, 1634. 4 vol. 8° obl. RISM M 16, Guillo 2003 n° 1634-D. La partie de haute-contre est numérisée sur Gallica.

Dédicace à Dominique Séguier, évêque d’Auxerre, avec plusieurs autres pièces liminaires dont deux de F. Le Vignon. Contient 13 airs et 4 airs à boire, tous à 4 voix. Sept airs sont écrits sur des vers de Charles Beys, tous publiés dans ses Œuvres poétiques (Paris, Toussaint Quinet, 1652, 4°) ; sept airs ont été adaptés plus tard avec des textes spirituels catholiques par Jean l'Evangéliste d'Arras dans les deux volumes de La Philomèle séraphique (Tournai, Adrien Quinqué, 1640).
- XII. Livre de chansons pour dancer et pour boire. – Paris, Pierre I Ballard, 1639. 1 vol. 8°, 47 f., RISM 16393, Guillo 2003 n° 1639-B.

Le volume contient 33 chansons pour danser à 1 voix et 12 chansons pour boire à 2 voix ; l’avertissement de l’imprimeur placé au début du volume indique que les 12 premières chansons sont de Denis Macé.
- Recueil des chansons à danser et à boire [à 1, 2 et 4 v.] de Denis Macé, maistre de musique. Paris, Robert III Ballard, 1643. 1 vol. 8°, 46 f., RISM M 19, Guillo 2003 n° 1643-F.

Dédicace à Mlle [Madeleine] Gobelin, fille de Monsieur le président Gobelin [Balthazar Gobelin, président en la Chambre des comptes]. Le volume contient 36 chansons à danser, 5 chansons pour boire à 2 voix et 1 à 4 voix. Sept des chansons de ce volume sont copiées dans le manuscrit Paris BNF (Mus.) : Rés Vma ms. 963, qui appartient au corpus de Balderic van Horicke.

## Traité de plain-chant

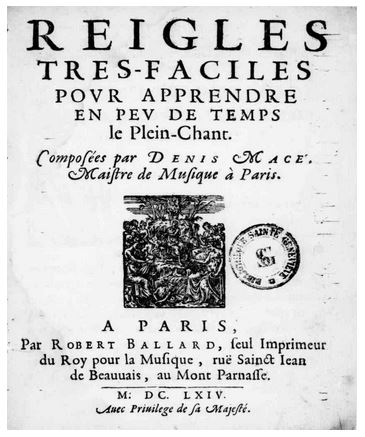
Titre de la réédition du traité de Denis Macé (Paris, Robert III Ballard, 1664). Paris BSG.

- Reigles tres-faciles pour apprendre en peu de temps le plein-chant. Composées par Denis Macé, maistre de musique à Paris. – Paris, Robert III Ballard, 1652. 1 vol. 8°, 11 f. Inconnu du RISM B-VI, Guillo 2003 n° 1652-F.

Dédicace à Messire Philbert Brandon, conseiller du Roi en ses conseils d’État et privé, évêque de Périgueux depuis 1648 (il a épousé une nièce du chancelier Séguier et meurt cette année 1652). Le traité est structuré en 19 règles et contient plusieurs exemples (antiennes, répons et versets).
L’édition est réimprimée à l’identique en 1664 (avec une dédicace curieusement maintenue) : RISM B6VI p. 523, Mariolle 1997 n° 14, Lescat 1991 n° 20, Guillo 2003 n° 1664-H ; numérisé sur Internet Archive et commenté sur le site Cantus scholarum.